# Hemprichs langoorvleermuis
Otonycteris hemprichii is een zoogdier uit de familie van de gladneuzen (Vespertilionidae). De wetenschappelijke naam van de soort werd voor het eerst geldig gepubliceerd in 1859 door Wilhelm Peters.

## Kenmerken
De lichaamslengte van dit dier bedraagt 6 tot 7 cm, de staartlengte 5 cm en het gewicht 20 tot 30 gram. De oren worden 4 cm lang.

## Leefwijze
Dat is een van de weinige vleermuizen die in droge, dorre habitats voorkomen. Vermoedelijk vervalt dit dier bij extreme droogte in een rusttoestand, die overeenkomt met de winterslaap van de vleermuizen uit de Lage Landen. De oren staan bij het vliegen vaak horizontaal uit, zoals bij een duik naar de grond om een spin of insect te pakken. Overdag wordt gerust, in groepen van minstens 20 dieren, in rotsspleten, grotten of gebouwen.

## Verspreiding
Deze in groepsverband levende soort komt voor in droge, dorre habitats van Marokko en Niger, Tunesië, Algerije, Libië, Egypte, Oman, Saudi-Arabië, Jordanië, Syrië en Irak tot Turkmenistan, Tadzjikistan, Oezbekistan, Kirgizië, Afghanistan en Kasjmir.